# Esha Deol
Esha Deol (tamilski: ஈஷா தியோல்; hindi: ईशा धियोल; ur. 7 listopada 1982) – indyjska aktorka. Córka bollywoodzkiej pary Dharmendra i Hema Malini, przyrodnia siostra aktorów Bobby Deol i Sunny Deol. Kuzynka Abhay Deola. Zdobyła nagrodę za swój debiut w 2002 roku w Koi Mere Dil Se Poochhe. Uznanie zyskały też jej role w Dhoom i Ankahee. Szkoliła się w tańcu bharatanatiam, płynnie mówi w hindi, angielskim i tamilskim.

## Filmografia
| Rok  | Film                    | Rola             | Uwagi                                                              |
| ---- | ----------------------- | ---------------- | ------------------------------------------------------------------ |
| 2002 | Koi Mere Dil Se Poochhe | Eisha Singh      | Nagroda Filmfare za Najlepszy Debiut                               |
| 2002 | Na Tum Jaano Na Hum     | Esha Malhotra    |                                                                    |
| 2002 | Kyaa Dil Ne Kahaa       | Esha             |                                                                    |
| 2003 | Kucch To Hai            | Tanya            |                                                                    |
| 2003 | Chura Liyaa Hai Tumne   | Tina Khanna      |                                                                    |
| 2003 | LOC Kargil              | Twinkle          |                                                                    |
| 2004 | Młodość                 | Radhika          |                                                                    |
| 2004 | Aayitha Ezhuthu         | Gitanjali        |                                                                    |
| 2004 | Dhoom                   | Sheena           | nominacja do Nagrody Filmfare dla Najlepszej Aktorki Drugoplanowej |
| 2004 | Insan                   | Heena            |                                                                    |
| 2005 | Kaal                    | Riya             |                                                                    |
| 2005 | Main Aisa Hi Hoon       | Maya Trivedi     |                                                                    |
| 2005 | Dus                     | Neha             |                                                                    |
| 2005 | No Entry                | Pooja            |                                                                    |
| 2005 | Shaadi No. 1            | Diya             |                                                                    |
| 2006 | Pyare Mohan             | Preeti           |                                                                    |
| 2006 | Ankahee                 | Kavya Krishna    | nominacja do Nagrody Filmfare za Najlepszą Rolę Negatywną          |
| 2006 | Mera Dil Leke Dekho     | Woman at airport | gościnnie                                                          |
| 2007 | Nowożeńcy               | Ritika Khanna    |                                                                    |
| 2007 | Darling                 | Geeta            |                                                                    |
| 2007 | Cash                    | Pooja            |                                                                    |
| 2007 | Pa                      | Nina Mathur      | zapowiedziany                                                      |
| 2008 | Sunday                  |                  | gościnnie w piosence                                               |
| 2008 | One Two Three           |                  | w produkcji                                                        |